# Palacio presidencial de Cartago
El palacio presidencial de Cartago o Palacio de la República (en árabe: قصر الجمهورية) es la sede y residencia del Presidente de la República de Túnez. Está situado en el paseo marítimo de Cartago, cerca de la zona arqueológica, a quince kilómetros al noreste de la ciudad de Túnez.
El complejo del palacio se compone de cuatro partes: el propio palacio, que consiste en el edificio principal, y un ala privada donde se encuentran dos apartamentos, un edificio de la seguridad presidencial y otros dos edificios, uno de los servicios compartidos, administrativas financieros y generales.